# Teucre (fill de Telamó)
|  | Per a altres significats, vegeu «Teucre (desambiguació)». |

En la mitologia grega, Teucre (grec antic: Τεύκρος) va ser un heroi grec fill de Telamó i de la seva segona esposa Hesíone (filla de Laomedont), i germanastre d'Àyax. Era al seu torn nebot del rei Príam de Troia i per aquest motiu cosí d'Hèctor i Paris, contra els quals va lluitar a la guerra de Troia.
Va tenir fama de ser el millor arquer del bàndol aqueu, gràcies a l'arc que li va regalar Apol·lo. Hauria matat amb les seves fletxes a Héctor, sense la intervenció de Zeus, que va trencar la corda del seu arc a temps.
Al seu retorn a la llar, Telamó li va retreure no haver venjat la mort d'Àiax. Si bé Teucre al·legava que el seu germà s'havia suïcidat i no hi havia en qui venjar-se, el pare va insistir tant que Teucre va haver d'embarcar-se a la recerca d'una nova pàtria. En el seu periple va arribar a les costes de Xipre, on va fundar la ciutat de Salamina, i es va casar amb una filla de Cínires, rei de Xipre.
Segons algunes fonts clàssiques, va ser un dels guerrers amagats dins del Cavall de Troia.
Segons una llegenda, va arribar a les costes gallegues, i va fundar una colònia a la qual va anomenar Hel·lenes (l'actual Pontevedra). Segons el geògraf grec Estrabó, hi havia a Ibèria un lloc muntanyós anomenat Odissea amb un santuari d'Atena. Aquesta dada la va obtenir, segons ell, de Posidoni, Artemidor d'Efes, i sobretot d'Asclepíades de Mírlia, que va publicar una Descripció dels pobles de Turdetània. En aquesta obra refereix que com a record dels viatges d'Odisseu hi ha penjats escuts i tallamrs en aquest santuari d'Atena, i que alguns dels que van ser en l'expedició de Teucre, qui després de la caiguda de Troia va anar a Ibèria, van viure entre els galaics.
Segons la tradició popular i autors (com Sili Itàlic, Justí, Estrabó o Troge Pompeu), Teucre va ser el fundador de l'actual ciutat de Cartagena sobre el 1184 aC amb el nom de Tucria (després de ser desterrat pel seu pare). Tanmateix, segons llegendes anteriors i altres autors, potser Teucre arribés a les actuals costes de Cartagena, però que la ciutat ja estigués fundada amb anterioritat per decisió del llegendari rei Testa (sobre el 1412 aC) amb el nom de Contesta.